# マリア・アレクサンドロヴナ (ザクセン＝コーブルク＝ゴータ公妃)

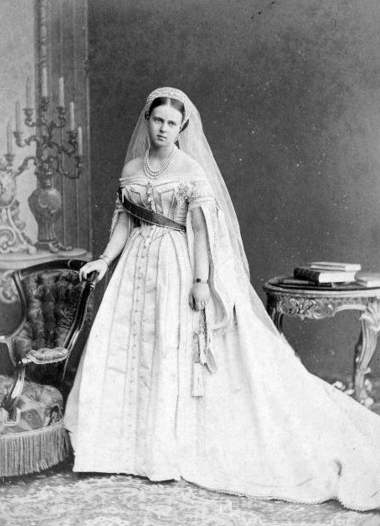
エディンバラ公爵夫人マリア

マリア・アレクサンドロヴナ（ロシア語: Мария Александровна, ラテン文字転写: Maria Alexandrovna, 1853年10月17日 - 1920年10月24日）は、ザクセン＝コーブルク＝ゴータ公アルフレートの妃。ロシア大公女。イギリス女王ヴィクトリアの次男である夫のイギリス王族の資格により、エディンバラ公爵夫人の称号でも呼ばれた。ロシア皇帝アレクサンドル2世とその皇后マリア・アレクサンドロヴナの間の次女。

## 生涯
ツァールスコエ・セローで生まれた。1874年1月23日、サンクトペテルブルクでエディンバラ公アルフレッドと結婚した。エディンバラ公夫妻は3月にロンドン入りしたが、結婚生活は幸せではなく、花嫁はロンドン社交界で傲慢な女性という烙印を押されてしまった。その上、アレクサンドル2世が、娘マリアには“Her Imperial Highness”の敬称を使わせ、序列ではプリンセス・オブ・ウェールズより上位にすべきとねじこんできたため、ヴィクトリア女王を激怒させた。女王は、マリアが生まれてからずっと用いてきた“Her Imperial Highness”を使わせず、結婚時から“Her Royal Highness”を使用させた。このようなやりとりのせいで、新しいエディンバラ公爵夫人は、デンマーク王女にすぎないプリンセス・オブ・ウェールズ、アレクサンドラが、ロシア皇女である自分より優先されるのをあからさまに嫌った。マリアは、2つの敬称を組み合わせて使用した。アレクサンドル2世は、娘のために持参金100万ポンドを、加えて年28,000ポンドの手当を贈ってきた。
1893年8月、伯父であるザクセン＝コーブルク＝ゴータ公エルンスト2世が嗣子なくして死ぬと、公位がエディンバラ公のもとへ転がり込んだ（既に彼の兄アルバート・エドワード王太子、後のエドワード7世は公位継承を放棄していた）。彼はイギリス王族としての年額15,000ポンドの手当、貴族院と枢密院の議席を失うことになったが、ロンドンでの住居とするクラレンス・ハウスを維持するための経費として1万ポンドを保った。公夫妻は、エディンバラ公とザクセン＝コーブルク＝ゴータ公の2つの称号を保持することになった。ドイツの領邦君主の配偶者として、ヴィクトリア女王の在位60周年の祝典では、マリアは義理の姉妹たちより上位に並んだ。
夫妻の一人息子アルフレートは愛妾をめぐる醜聞に巻き込まれ、1899年1月にピストル自殺を図った。彼は一命をとりとめ、両親たちは困惑してアルフレートをメラーノへ療養に行かせたが、2月6日に亡くなった。翌1900年6月30日、嗣子のいなくなったアルフレート公がコーブルクのローゼナウ城で咽頭癌のため亡くなった。公国は、甥オールバニ公チャールズ・エドワードが継承したが、エディンバラ公位の継承者はいなかった。寡婦となったマリアは、コーブルクに住み続けた。1920年10月、マリアは第一次大戦中に移住した先のチューリッヒで亡くなり、コーブルクの公家の墓に葬られた。

## 子女
アルフレートとの間に以下の6子をもうけた。
- アルフレート（1874年 - 1899年）
- マリー（1875年 - 1938年） - ルーマニア王フェルディナント1世妃。
- ヴィクトリア・メリタ（1876年 - 1936年） - ヘッセン大公エルンスト・ルートヴィヒの最初の妃。のちロシア大公キリル・ウラジーミロヴィチ妃。
- アレクサンドラ（1878年 - 1942年） - ホーエンローエ＝ランゲンブルク侯エルンスト2世妃。
- 女児（1879年10月13日） - 死産。
- ベアトリス（1884年 - 1966年） - スペイン王子・ガリエラ公アルフォンソ妃。